# ويليام تي. مارتن
ويليام تي. مارتن هو سياسي أمريكي، ولد في 6 أبريل 1788 في مقاطعة بيدفورد في الولايات المتحدة، وتوفي في 19 فبراير 1866 في كولومبوس في الولايات المتحدة.